# Pont del Metge
El Pont del Metge és un pont del municipi de Berga protegit com a bé cultural d'interès local.

## Descripció
Es tracta de les restes d'un pont situat prop del pont que avui ha absorbit les seves funcions i d'una masia anomenada cal Nyonya, passada ja la població, al nord de la carretera. Actualment es redueix a poc més que els estreps de banda i banda d'un antic pont de pedra d'un sol ull. El parament és a base de carreus de pedra sense desbastar, disposats en filades i units amb morter.
Possiblement correspon a l'antic pont que enllaçava la part nord de la vila i el castell de Berga amb els camins rals que menaven a Berga i a Ripoll. La factura no sembla de tall romànic, sinó més aviat d'època baix medieval o moderna.
Es conserven els dos pilars dels extrems, amb unes alçades que oscil·len entre els 8 i els 14 metres aproximadament. El de la banda esquerra -seguint el curs de la riera- es conserva força bé, però amb molta vegetació al capdamunt. El de la dreta es presenta molt més deteriorat, de la part superior se n'han arrencat grans carreus per tal de construir un mur de contenció proper. L'aparell és de grans pedres treballades a les cantoneres, però una mica més irregulars a la part central.

## Història
Encara que de relativa importància quant a dimensions, sí que ho degué ser pel seu emplaçament, pas obligat entre Berga i Bagà, la Cerdanya i Ripoll. Queda al peu i vessant nord del castell de Berga, després del collet de Santa Magdalena. En algun moment del s. XX s'enderrocà i actualment resulta poc visible tot i que s'hi pot accedir a peu des de la carretera.